# Torpes (Doubs)
Torpes is een gemeente in het Franse departement Doubs (regio Bourgogne-Franche-Comté). De plaats maakt deel uit van het arrondissement Besançon. 1 januari 2022 1.004 inwoners.

## Geografie
De oppervlakte van Torpes bedraagt 5,55 vierkante kilometer; de bevolkingsdichtheid is 184 inwoners per km² (per 1 januari 2019).
De onderstaande kaart toont de ligging van Torpes met de belangrijkste infrastructuur en aangrenzende gemeenten.

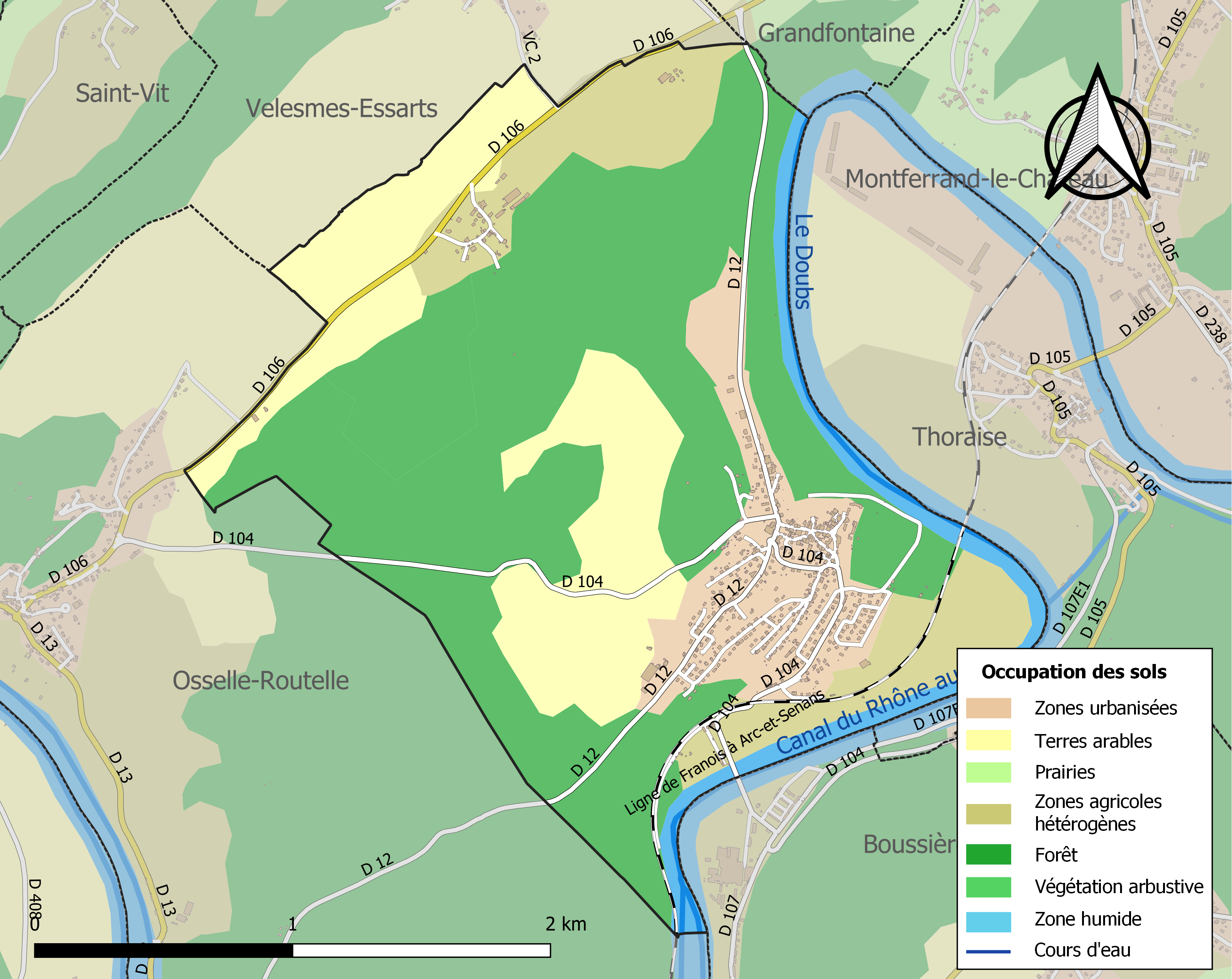

## Verkeer en vervoer
In de gemeente ligt spoorwegstation Torpes-Boussières.

## Demografie
Onderstaande figuur toont het verloop van het inwonertal (bron: INSEE-tellingen).